# Station Szydłów
Station Szydłów is een spoorwegstation in de Poolse plaats Szydłów.